# 马俊如
马俊如（1934年—），男，江苏宝应人，中国微电子学专家，欧亚科学院院士，曾任国家外国专家局局长，欧美同学会名誉副会长，第八、九届全国政协委员。